# Poecilominettia grata
Poecilominettia grata är en tvåvingeart som först beskrevs av Christian Rudolph Wilhelm Wiedemann 1830.  Poecilominettia grata ingår i släktet Poecilominettia och familjen lövflugor. Inga underarter finns listade i Catalogue of Life.